# 15144 Араас
15144 Араас (2000 EK114, 1993 HC6, 15144 Araas) — астероїд головного поясу, відкритий 9 березня 2000 року.
Тіссеранів параметр щодо Юпітера — 3,562.